# حصار برزيميشل
```
كان 
حصار برزيميشل
 أكبر حصار في 
الحرب العالمية الأولى
 وهزيمة ثقيلة 
للنمسا
 
والمجر
.
[
1
]
 تم أول تطويق من قبل الجيش الروسي من 16 سبتمبر 1914 إلى 11 أكتوبر. في 9 نوفمبر/تشرين الثاني، بدأت محاولة حصار ثانية، استمرت 133 يوما. استسلمت الحامية النمساوية المجرية، التي كانت لا تزال تتألف من 110,000 جندي، في 22 مارس 1915 وأصبحت أسيرة حرب روسية.
```

## خلفية
نظرا لموقع بريزيمسل المهم لحركة المرور، تم بناء واحدة من أكبر مجمعات القلاع الموجودة قبل الحرب العالمية الأولى حول المدينة من منتصف القرن 19 . كانت تتألف من حزام قلعة بطول 45 كيلومترا مع عشرات الحصون، والتي كانت بدورها متصلة بالأسوار.
في معركة غاليسيا، هزمت قوات الجبهة الجنوبية الغربية الروسية تحت قيادة الجنرال نيكولاي إيفانوف النمساويين

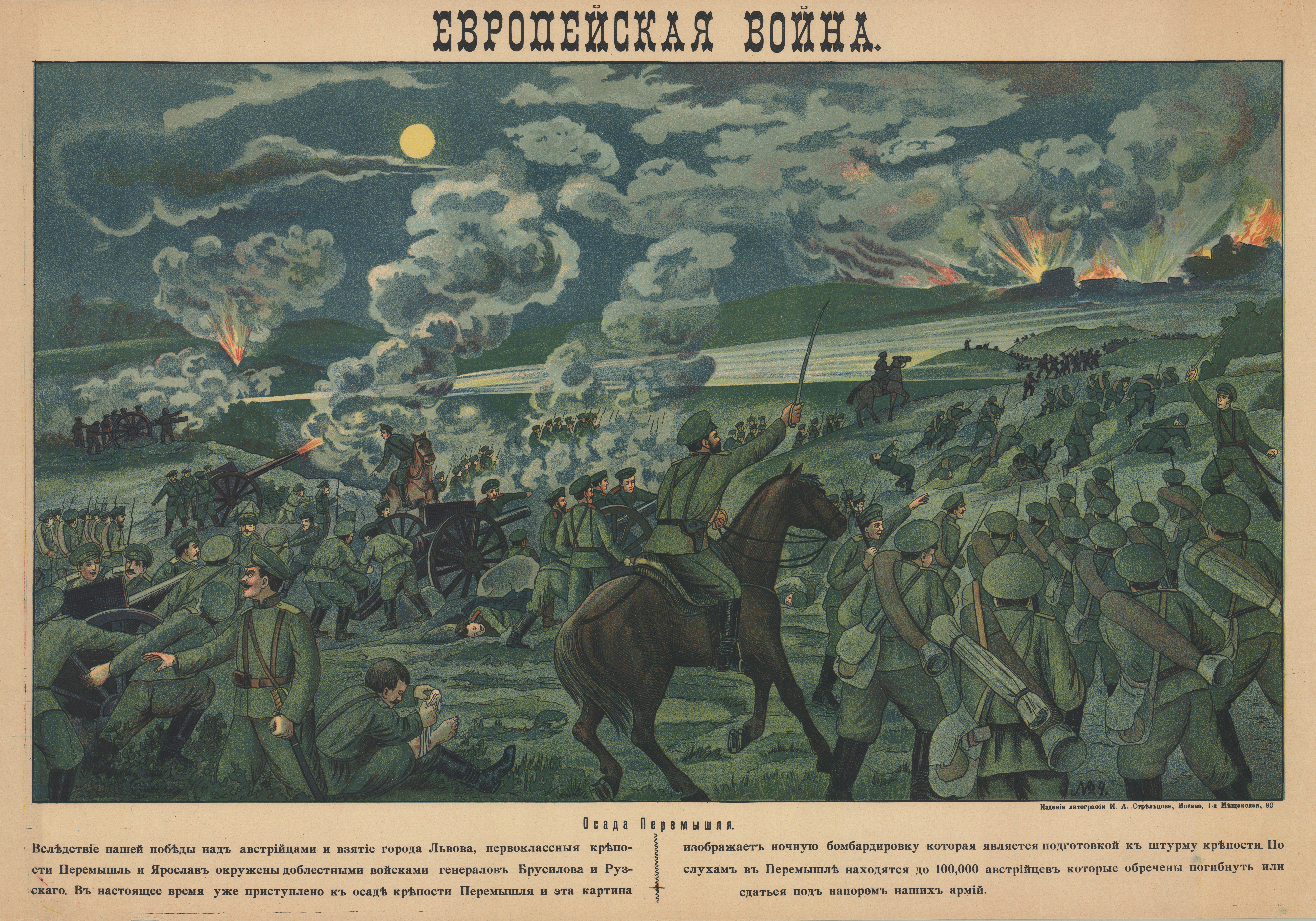
ملصق دعاية روسي حول الحصار في تقليد لوبوك
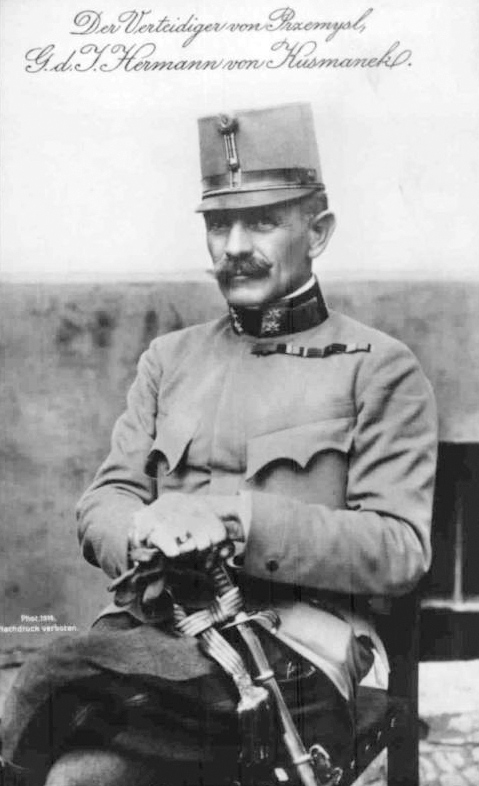
هيرمان كوسمانيك من بورغنوستاتن، المدافع عن برزيميل
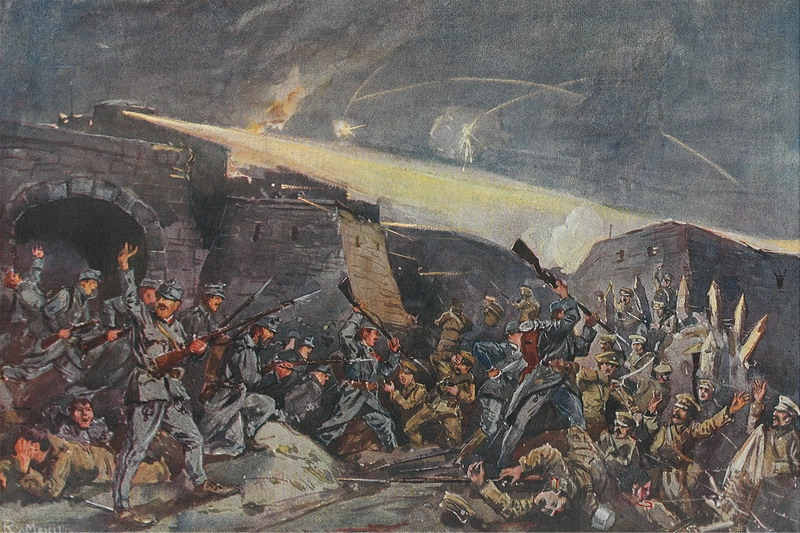
قتال عن كثب في Fort Siedlicke خلال حصار Przemysl الأول

.

.

## روابط إنترنت
- خريطة قلعة برزيميسل (الألمانية، 1915)
- الدخول عن Hermann Kusmanek von Burgneustädten (الإنجليزية)
- صفحة عن قلعة برزيميل (البولندية)